# Radar

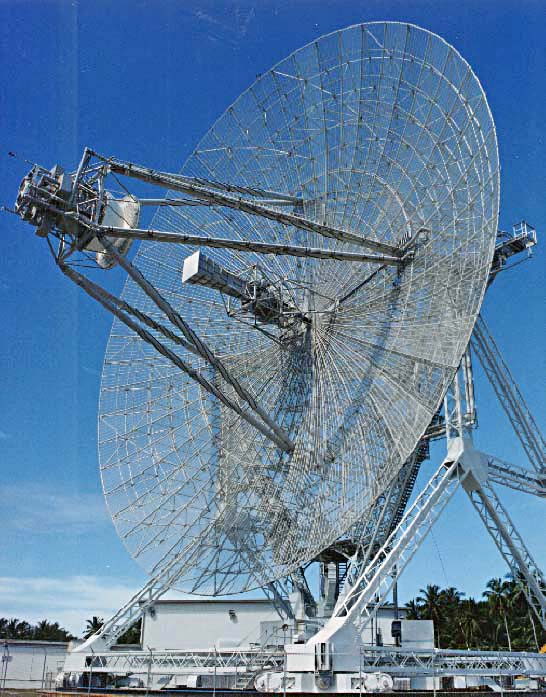
Antena de radar per a la detecció d'avions.

Radar és un sistema per a detectar o localitzar objectes a distància mitjançant ones de ràdio d'alta freqüència. Es basa en emetre ràfegues d'ones radioelèctriques i mesurar-ne un possible eco en objectes com ara avions, automòbils o la pluja. Es tracta de l'acrònim en anglès de radio detection and ranging (detecció per ràdio i mesura de la distància) i en català ja ha esdevingut un mot d'ús comú.

## Història
- En 1886, Heinrich Rudolf Hertz demostra que les ones electromagnètiques es reflecteixen en les superfícies metàl·liques.
- En 1904 Christian Huelsmeyer patenta el primer sistema anticol·lisió de bucs utilitzant ones electromagnètiques
- Desenvolupament de la radio i de la transmissió sense fil (per Guglielmo Marconi, entre d'altres), gràcies a la qual cosa es desenvolupen les antenes.
- En 1917, Nikola Tesla estableix els principis teòrics del futur radar (freqüències i nivells de potència).
- En 1934, i gràcies a un estudi sistemàtic del magnetró, es realitzen assajos sobre sistemes de detecció d'ona curta seguint els principis de Nikola Tesla. D'aquesta manera neixen els radars d'ones decimètriques.
- Durant el Segle XX, molts inventors, científics i enginyers han contribuït en el desenvolupament del radar, impulsats sobretot per l'ambient prebèl·lic que va precedir la Segona Guerra Mundial, i a la pròpia Guerra. Els grans països que van participar-hi van ser desenvolupant de forma paral·lela diferents sistemes radar, aportant grans avanços cadascun d'ells per arribar al que avui coneixem sobre els sistemes radar.

### Anys previs a la Segona Guerra Mundial

#### Alemanya
En 1934 el GEMA (La societat d'aparells electro-acústic i mecànic), un dels fundadors del qual va ser Hans Hollmann, fabrica un magnetró capaç de treballar a 650 MHz. Aquest va ser el pas tecnològic que va permetre el desenvolupament del Freya, un radar de vigilància aèria que treballava a 125 MHz amb un abast d'entre 80 i 150 milles. Era un radar per treballar en superfície per les seves dimensions, per això, una versió posterior va ser el Seetakt que treballava a 375 MHz i tenia un abast de 10 milles adaptat per ser muntat en bucs. Aquest radar va ser utilitzat a l'estiu de 1938 en la Guerra Civil Espanyola.
La competència en la indústria alemanya de l'època va fer que, l'any 1935, l'empresa alemanya Telefunken llancés un radar d'antena parabòlica giratòria, antecessor del radar d'alerta aèria Würzburg, radar de tir de 560 MHz de treball i amb deflector de 3m de diàmetre.
El Freya i el Würzburg van ser la base de la defensa terrestre dels alemanys durant la Segona Guerra Mundial, i el Seetakt peça fonamental per la detecció a bord dels bucs de l'Armada Alemanya.
A l'inici de la Segona Guerra Mundial Alemanya va decidir allistar a científics i enginyers en el front, pensant que la guerra seria curta i satisfactòria, la qual cosa va fer que no avancés significativament en aquests anys. En conseqüència va quedar retardada pel que fa als seus adversaris, que van seguir avançant.

#### Regne Unit
El model de radar actual va ser creat en 1935 i desenvolupat principalment a Anglaterra durant la Segona Guerra Mundial pel físic Robert Watson-Watt. Va suposar un notable avantatge tàctic per la Real Força Aèria britànica en la batalla d'Anglaterra, quan encara era denominat RDF (Radio Direction Finding). Encara que va ser desenvolupat amb finalitats bèl·liques, en l'actualitat compta amb multitud d'usos civils, sent la millor eina per al control de tràfic aeri.
Als moments anteriors a la II Guerra Mundial, Robert Watson-Watt, físic i director del Laboratori d'Investigació de Ràdio i el seu ajudant, el físic Arnold Wilkins, van estar a càrrec de la invenció d'un "raig de la mort" que seria utilitzat en aquesta guerra. La idea de Watson-Watt era elevar la temperatura del pilot atacant a 41 °C aproximadament perquè, en provocar-li febre, quedés incapacitat.

Com ho va escriure el propi Wilkins: 
| « | El meu càlcul va mostrar que, com era d'esperar-se, es necessitava generar una potència enorme a qualsevol freqüència de ràdio per produir febre en el cos d'un pilot d'avió, àdhuc en l'improbable cas que el seu cos no estigués protegit pel metall del fuselatge [...]. Com res podia produir aquesta potència, estava clar que no era factible un raig de la mort per mitjà de la ràdio. Li vaig dir això a Watson-Watt en donar-li el meu càlcul i em va respondre: "Bé, si un raig de la mort no és possible, com podem llavors ajudar-los? Jo vaig contestar que els enginyers de l'Oficina de Correus s'havien adonat de pertorbacions en la recepció de molt altes freqüències quan algun avió volava en el veïnatge dels seus receptors i que aquest fenomen podria ser útil per detectar avions enemics" | » |

Aquesta observació, feta al gener de 1935, va donar lloc una sèrie de fets que van culminar amb la invenció del radar. Els fets als quals Wilkins es va referir havien estat observats en molts llocs i en tots es va considerar aquesta pertorbació com una molèstia que molta gent havia tractat d'eliminar. De fet, en 1932, l'Oficina Postal Britànica va publicar un informe en el qual els seus científics van documentar fenòmens naturals que afectaven la intensitat del senyal electromagnètic rebut: tempestes elèctriques, vents, pluja i el pas d'un aeroplà en el veïnatge del laboratori. Wilkins va conèixer aquest informe de manera accidental, conversant amb la gent de l'Oficina Postal, que es queixava per la interferència.
Quan Wilkins va suggerir la possibilitat d'utilitzar el fenomen d'interferència d'ones de ràdio per detectar avions enemics, Watson-Watt ho va comissionar immediatament per treballar en el càlcul dels aspectes quantitatius.
En acabar els seus càlculs, a Wilkins li va semblar increïble que l'efecte desitjat pogués detectar-se; va revisar els seus càlculs, no va trobar cap error i els va donar a Watson-Watt, que els va trobar fantàstics i va verificar els càlculs matemàtics. Al no trobar error, va enviar els resultats. El fet que un raig de la mort no fos factible no va sorprendre, no obstant això va atreure la idea de poder detectar un avió.

#### Estats Units
Dos científics del Naval Research Laboratory (NRL) Hoyt Taylor i L. Young van donar forma a les especulacions de Marconi i les van plasmar en un experiment en el qual van transmetre un senyal de ràdio d'ona contínua a través del riu Potomac detectant que en passar els bucs es produïen alteracions en la qualitat del senyal rebut. Van aconseguir pertorbacions amb distàncies de fins a tres milles. Observant això, van concloure que es podria dissenyar un element que detectés bucs al mar.
Al mateix temps, l'Armada dels EUA es trobava molt ocupada dotant als bucs de comunicacions sense fils. Malgrat això, es va continuar amb la seva investigació en l'àmbit científic en molts camps. És així que el NRL, en cooperació amb el Carnegie Institute, durant l'any 1925 va investigar la reflexió d'ones en la ionosfera i la modulació per polsos de l'ona, de tal manera que coneixent l'instant de sortida d'un pols i mesurant el seu retard es podria calcular la distància del rebot. A partir d'aquestes investigacions es va dissenyar a principi dels anys 30 el primer radar d'impulsos, obtenint-se els primers polsos reflectits per avions al desembre de 1934. Encara que no va ser fins a juliol de 1936 quan van aconseguir que funcionés correctament, a causa d'un error en el disseny de l'ample de banda del receptor (massa estret). El radar treballava a 200 MHz amb una amplària de pols de 10µs. Aquest radar utilitzava una única antena en emissió i recepció doncs incloïa el primer duplexor, una novetat tecnològica que va suposar una gran diferència entre països durant diversos anys.

## Principis

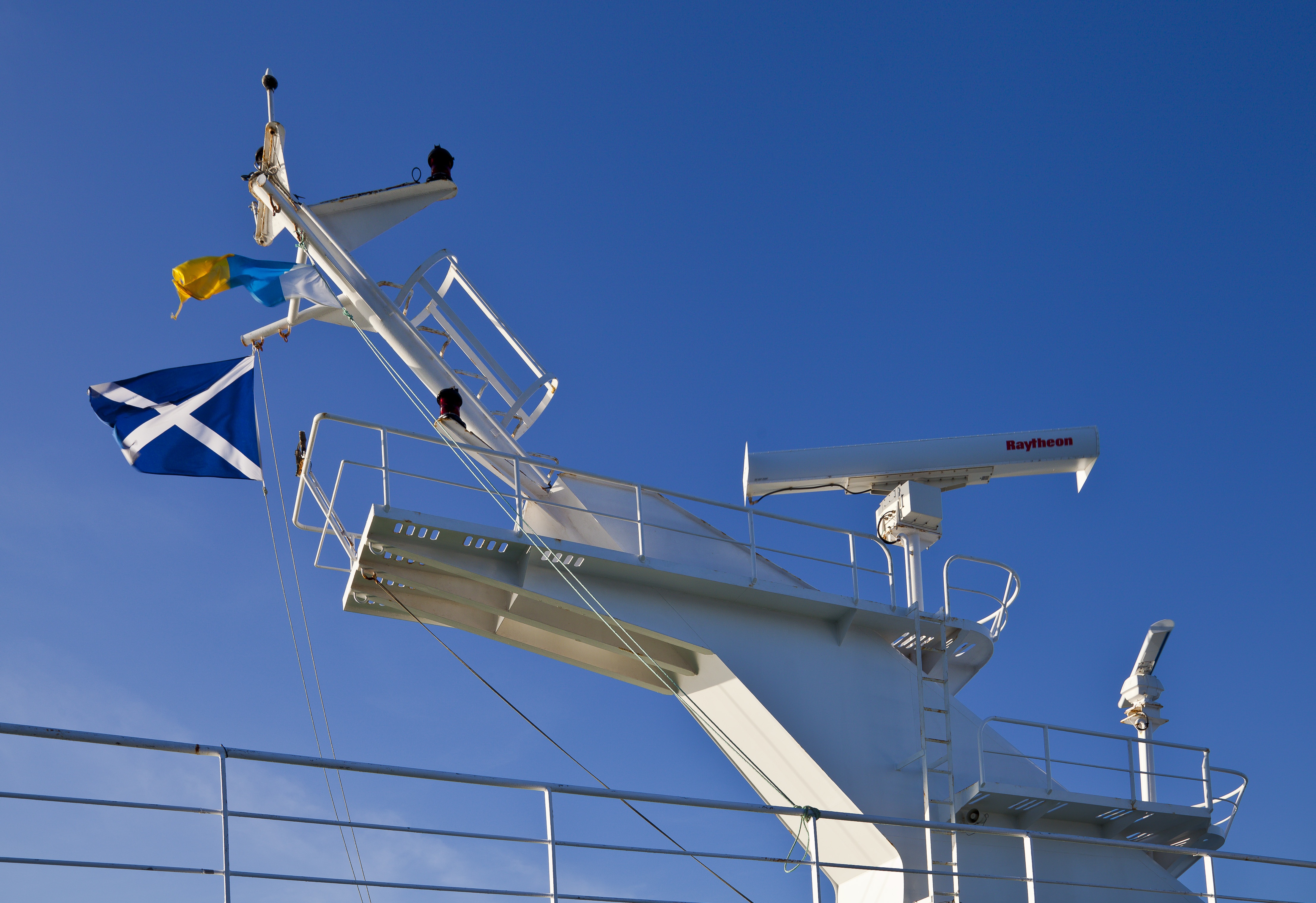
Radar en un vaixell.

### Funcionament
El funcionament es basa en el càlcul del temps de trànsit de la radiació electromagnètica des de l'antena emissora fins a l'objecte i la tornada, sabent que l'ona es propaga a la velocitat de la llum ({\displaystyle c=3.10^{8}\left({\frac {m}{seg}}\right)}.
És una tècnica que fou desenvolupada durant la Segona Guerra Mundial per detectar avions enemics. Durant els darrers setanta anys s'ha demostrat que és una tècnica útil per a la mesura de la distància i trajectòria de diferents objectes. S'ha fet servir en diferents camps de la ciència com la indústria, l'aeronàutica, l'estratègia militar i la meteorologia.

En vermell les ones generades pel radar, i en verd les retornades per l'objecte detectat. Calculant quant de temps han trigat a anar i tornar, sabrem com de llunyà és l'objecte

### Reflexió
Les ones electromagnètiques es dispersen quan hi ha canvis significatius en les constants dielèctriques o diamagnètiques. Això significa que un objecte sòlid a l'aire o en el buit (és a dir, un canvi en la densitat atòmica entre l'objecte i el seu entorn) produirà dispersió de les ones de ràdio, com les del radar. Això ocorre particularment en el cas dels materials conductors com el metall i la fibra de carboni, la qual cosa fa que el radar sigui especialment indicat per a la detecció d'aeronaus. En ocasions els avions militars utilitzen materials amb substàncies resistives i magnètiques que absorbeixen les ones del radar, reduint així el nivell de reflexió. Establint una analogia entre les ones del radar i l'espectre visible, aquests materials equivaldrien a pintar alguna cosa amb un color fosc.
La reflexió de les ones del radar varia en funció de la seva longitud d'ona i de la forma del blanc. Si la longitud d'ona és molt menor que la grandària del blanc, l'ona rebotarà de la mateixa manera que la llum contra un mirall. Si per contra és molt més gran que la grandària del blanc, la qual cosa ocorre és que aquest es polaritza (separació física de les càrregues positives i negatives) com en un dipol (vegeu: Dispersió de Rayleigh). Quan les dues escales són similars poden donar-se efectes de ressonància. Els primers radars utilitzaven longituds d'ona molt elevades, majors que els objectius; els senyals que rebien eren tènues. Els radars actuals empren longituds d'ona més petites (de pocs centímetres o inferiors) que permeten detectar objectes de la grandària d'una barra de pa.
Els senyals de ràdio d'ona curta (3 kHz-30 MHz) es reflecteixen en les corbes i arestes, de la mateixa manera que la llum produeix llampades en un tros de cristall corb. Per a aquestes longituds d'ona els objectes que més reflecteixen són aquells amb angles de 90° entre les superfícies reflectives. Una estructura que consti de tres superfícies que s'ajunten en una cantonada (com la d'una caixa) sempre reflectirà cap a l'emissor aquelles ones que entrin per la seva obertura.

Reflector de cantonada

Aquest tipus de reflectors, denominats reflectors de cantonada (corner reflectors, veure imatge a la dreta), se solen usar per fer "visibles" al radar objectes que en altres circumstàncies no ho serien (se solen instal·lar en vaixells per millorar el seu detectabilitat i evitar xocs). Seguint el mateix raonament, si es desitja que una nau no sigui detectada, en el seu disseny es procurarà eliminar aquestes cantonades interiors, així com superfícies i vores perpendiculars a les possibles direccions de detecció. D'aquí l'aspecte estrany dels avions "stealth" (avió furtiu). Totes aquestes mesures no eliminen per complet la reflexió a causa de la difracció, especialment per a longituds d'ona grans. Una altra contramesura habitual és llançar cables i tires metàl·liques que el seu llarg és mitja longitud d'ona (chaffs) amb la idea d'encegar al radar; són efectives, si bé la direcció cap a la qual es reflecteixen les ones és aleatòria quan l'òptim seria dirigir la reflexió cap al radar que es vol evitar. El factor que dona la mesura de quant reflecteix un objecte les ones de ràdio es diu "secció transversal de radar" (σ), traducció de l'anglès RCS ("Radar Cross Section").

### Equació radar
La potencia Pr reflectida a l'antena de recepció està donada per l'equació radar:
{\displaystyle P_{r}={{P_{t}G_{t}A_{r}\sigma F^{4}} \over {{(4\pi )}^{2}R_{t}^{2}R_{r}^{2}}}}
on
- Pt = potència transmesa
- Gt = guany de l'antena de transmissió
- Ar = obertura efectiva (àrea) de l'antena de recepció
- σ = secció transversal del radar, o coeficient de decaïment de l'objectiu
- F = factor de propagació del patró
- Rt = distància del transmissor a l'objectiu
- Rr = distància de l'objectiu al receptor.

En el cas comú on el transmissor i el receptor estan en el mateix lloc, Rt = Rr i el terme Rt² Rr² pot ser reemplaçat per R4, on R és la distància.
Això resulta en:
{\displaystyle P_{r}={{P_{t}G_{t}A_{r}\sigma } \over {{(4\pi )}^{2}R^{4}}}}
Això diu que la potència en el receptor es redueix proporcionalment a la quarta potència de la distància, la qual cosa significa que la potència reflectida des de l'objectiu distant és molt petita.
L'equació anterior amb F = 1 és una simplificació pel buit sense interferència. El factor de propagació engloba els efectes de la propagació multicamino i del shadowing, i depèn de l'entorn en el qual s'estiguin propagant les ones. En una situació real els efectes d'atenuació en el recorregut han de ser considerats.
Altres desenvolupaments matemàtics en processament de senyals de radar inclouen anàlisi de temps-freqüència (Weyl Heisenberg o wavelet), així com la transformada chirplet que es basa en el fet que els ressons retornats per blancs mòbils varien la seva freqüència en funció del temps, com ho fa el so d'una au o una ratapinyada.

### Polarització
El camp elèctric del senyal que emet un radar és perpendicular a la direcció de propagació. La direcció d'aquest camp determina la polarització de l'ona. Els radars usen polaritzacions horitzontals, verticals, lineals o circulars, en funció de l'aplicació. Per exemple, la polarització circular és adequada per minimitzar la interferència causada per la pluja (però ha d'evitar-se per a radars meteorològics que el que busquen és quantificar les precipitacions). La lineal permet detectar superfícies de metall. La polarització aleatòria és adequada per detectar superfícies irregulars com a roques i s'usa en radars de navegació.

### Centelleig
El centelleig és una fluctuació en l'amplitud d'un objectiu sobre la pantalla d'un radar. Està estretament relacionat amb la llampada objectiu, un desplaçament evident de l'objectiu de la seva posició.

### Interferències
Els sistemes radar han de fer front a la presència de diferents tipus de senyals indesitjats i aconseguir centrar-se en el blanc que realment interessa. Aquests senyals espuris poden tenir el seu origen en fonts tant internes com a externes i poden ser de naturalesa passiva o activa. La capacitat del sistema radar de sobreposar-se a la presència d'aquests senyals defineix la seva relació senyal/soroll (SNR). Com més gran sigui la SNR del sistema, tant millor podrà aïllar els objectius reals dels senyals de soroll de l'entorn.
Aquest efecte pot ser causat per un canvi del punt de reflexió eficaç sobre l'objectiu, però també té altres causes. Les fluctuacions poden ser lentes (exploració a exploració) o ràpides (pols a pols).
El centelleig i la llampada són en realitat dues manifestacions del mateix fenomen.

#### Soroll
El soroll és una font interna de variacions aleatòries del senyal, generat en major o menor mesura per tots els components electrònics. Típicament es manifesta en variacions aleatòries superposades al senyal de ressò rebuda en el radar.
Quanta menor sigui la potència amb què arriba el senyal d'interès, més difícil serà diferenciar-la del fons de soroll. Per tant, la més important font de soroll apareix en el receptor, per la qual cosa ha de dedicar-se un gran esforç a tractar de minimitzar aquests factors. La figura de soroll és una mesura del soroll produït pel receptor en comparació d'un receptor ideal i ha de ser minimitzada.
El soroll també pot estar causat per fonts externes al sistema, sent sobretot de gran impacte la radiació tèrmica natural de l'entorn que envolta al blanc que es desitja detectar. En sistemes radar moderns, a causa del gran rendiment dels seus receptors, el soroll intern és típicament igual o menor que l'extern. Una excepció és el cas en el qual el radar està dirigit al cel obert; en aquest cas amb prou feines es produeix soroll de Johnson-Nyquist, també conegut com a soroll tèrmic.

#### Clutter
El terme clutter fa referència a tots aquells ressons (senyals de RF) rebuts pel radar que són, per definició, no desitjats. Poden estar causats per objectes de l'entorn, el mar, precipitacions (pluja, neu o calamarsa), tempestes de sorra, animals (especialment ocells), turbulències atmosfèriques i altres efectes atmosfèrics com a reflexions ionosfèriques i restes de meteorits. També pot haver-hi clutter a causa d'objectes fabricats per l'home, sense intenció d'enganyar al radar (edificis) o amb la intenció expressa d'enganyar-lo (chaffs).
Algunes vegades el clutter és causat per una longitud excessiva de la guia d'ona que connecta el transceptor del radar i l'antena. En un radar de tipus PPI (representació de distància en funció de l'azimut) amb antena giratòria, aquest clutter es veurà com una llampada al centre de la pantalla. En aquest cas el receptor estaria interpretant ressons de partícules de pols i senyals de RF indesitjades que vaguen per la guiaona. Aquest tipus de clutter es redueix reajustant el lapse entre l'enviament del pols per part del transmissor i l'instant en què s'activa l'etapa de recepció. L'explicació per a això és que la major part d'aquestes lluentors són causats pel mateix pols transmès abans d'abandonar l'antena.
Es pot donar la circumstància que una determinada font de clutter sigui indesitjable per a una aplicació radar (ex: núvols en un radar de defensa aèria) però positiva per una altra (meteorològica). El clutter és considerat una font passiva d'interferències, ja que solament apareix com a resposta als polsos enviats pel radar.
Hi ha bastants mètodes per detectar i neutralitzar el clutter. Molts d'ells es fonamenten en el principi que el clutter amb prou feines varia entre diferents escombratges del radar. Per tant, en comparar escombratges consecutius es comprovarà que el blanc real es mou, mentre que els ressons de clutter són estacionaris. El clutter marítim es pot reduir emprant polarització horitzontal, mentre que el de la pluja es redueix amb polaritzacions circulars (noti's que els radars meteorològics utilitzen polarització lineal perquè el que els interessa és precisament detectar la pluja). Altres mètodes se centren a augmentar la relació senyal/clutter.
El mètode CFAR (Constant False-Alarm Rate) és una altra tècnica basada en el fet que els ressons deguts al clutter són molt més nombrosos que els ressons produïts per objectius d'interès. Aquest mètode permet mantenir un valor constant de la probabilitat de falsa alarma fent una mitjana adaptativa del nivell real de soroll i ajustant automàticament el guany del receptor. Si ben això no ajuda quan el blanc està envoltat per clutter molt fort, pot permetre identificar objectius més o menys clars. En radars actuals aquest procés està controlat per programari. És beneficiós en sistemes en els quals sigui crític mantenir una determinada probabilitat de falsa alarma.

El multitrajecte del senyal de ressò fa que el radar detecti "blancs fantasma"

Finalment, també hi ha clutter originat per la multitrajectòria del senyal de ressò d'un objectiu vàlid. Els factors que poden causar aquests camins múltiples són la reflexió terrestre i les refraccions atmosfèrica i ionosfèrica. Aquest clutter és especialment molest, ja que sembla moure's i es comporta com si fos un blanc d'interès real, de manera que el radar detecta un objectiu "fantasma" que en realitat no existeix. En un escenari típic, un blanc fantasma causat per reflexió terrestre seria interpretat pel radar com un objectiu idèntic al real situat just per sota d'est. El radar pot intentar unificar els objectius considerant que el blanc fantasma està a una altura incorrecta o directament eliminar-ho per considerar que és causat per jitter o que la seva ubicació és físicament impossible. Una bona opció per minimitzar l'impacte d'aquest efecte és incorporar al radar un mapa topogràfic dels voltants que ajudi a eliminar aquells ressons que es detectin a altures impossibles (per sota del nivell del sòl o per sobre d'una determinada altura). En radars de control de tràfic aeri actuals s'empren algorismes per identificar blancs falsos comparant els ressons rebuts amb altres adjacents i calculant la probabilitat que sigui real sobre la base de dades d'altura, distància i temps.

#### Jamming

Pantalla d'un radar marí.

Es coneix com a jamming a aquells senyals externs al sistema radar emeses en les freqüències de funcionament del mateix i que per tant emmascaren els objectius d'interès. Pot ser intencionat per funcionar com a contramesura electrònica o fortuït (per exemple, forces amigues els sistemes de les quals de comunicacions usen la mateixa banda). El jamming és considerat com una font activa d'interferències, ja que està originat fora del sistema radar i en general es tracta de senyals sense relació alguna amb est.
El jamming és molt problemàtic per als radars, car sol tractar-se de senyals de major potència que els ressons d'interès (cal tenir en compte que el senyal d'interès recorre un camí d'anada i tornada radar-objectiu-radar, mentre que el senyal interferent realitza solament un camí d'anada). Les fonts de jamming intencionat poden per tant ser efectives emetent amb molta menys potència que els radars que volen confondre. La interferència pot arribar al radar a través de la línia de visió directa ("Mainlobe Jamming" o "jamming de lòbul principal") o per altres camins ("Sidelobe Jamming" o "jamming de lòbuls secundaris o laterals").
L'única manera de reduir el jamming de lòbul principal és disminuir l'angle sòlid d'aquest lòbul (estrènyer el "pinzell"). Un jamming de lòbul principal a la mateixa freqüència i amb la mateixa polarització que el radar no es pot eliminar completament. L'efecte del jamming de lòbul lateral es pot atenuar reduint els lòbuls laterals del diagrama de radiació de l'antena durant la fase de disseny de la mateixa. Una manera d'aconseguir això és emprar arrays de tipus thinned o sparse. L'ús de antenes omnidireccionals pot ajudar a identificar i ignorar senyals que entren pels lòbuls secundaris. Altres tècniques anti-jamming són el frequency hopping o l'ús d'una determinada polarització, ja que si la polarització del jamming és diferent a la de l'antena el seu efecte es veu molt reduït.
La recent proliferació de sistemes Wi-fi que operen en banda C (entorn de 5,66 GHz) s'ha convertit en un problema per a radars meteorològics, que sofreixen interferències.

## Processament de senyal en un sistema radar

Radar premut.

Principi d'un sonar o radar de mesurament de distància.

### Mesura de distàncies

#### Temps de trànsit
Una forma de mesurar la distància entre el radar i un objecte és transmetre un petit pols electromagnètic i mesurar el temps que triga el ressò a tornar. La distància serà la meitat del temps de trànsit multiplicat per la velocitat del pols (300.000 km/s):
{\displaystyle r={c\cdot t \over 2}}
- r = distancia benvolguda
- c = velocitat de la llum
- t = temps de trànsit

Una estimació precisa de la distància exigeix una electrònica d'elevat rendiment. La major part dels radars usen la mateixa antena per enviar i rebre, separant la circuiteria de transmissió i recepció mitjançant un circulador o duplexor. Per això, mentre s'està transmetent el pols no es pot rebre cap ressò. Això determina l'anomenada "distància cega" del radar, per sota de la qual aquest és inútil. Aquesta distància ve donada per:
{\displaystyle r_{BLIND}={c\cdot \tau  \over 2}}
- rBLIND = distància cega
- c = velocitat de la llum
- {\displaystyle \tau } = temps que es triga a transmetre un pols

Si es vol detectar objectes més propers cal transmetre polsos més curts. De la mateixa manera, hi ha un rang de detecció màxim (anomenada "distància màxima sense ambigüitat"): si el ressò arriba quan s'està manant el següent pols, el receptor no podrà distingir-ho. Per maximitzar el rang cal augmentar el temps entre polsos (T):
{\displaystyle r_{UNAMB}={c\cdot T \over 2}}
- rUNAMB = Distància màxima sense ambigüitat
- c = Velocitat de la llum
- T = Temps entre dos polsos

Hi ha un compromís entre aquests dos factors, sent difícil combinar detecció a curta i a llarga distància: per detectar a curta distància cal fer els polsos més curts, la qual cosa implica menor potència, la qual cosa implica ressons més febles i, per tant, menor abast. Es pot augmentar la probabilitat de detecció manant polsos amb major freqüència, però novament, això escurça la distància màxima sense ambigüitat. La combinació de T i {\displaystyle \tau } que es triï es diu "patró de polsos" del radar. En l'actualitat els radars poden moltes vegades canviar el seu patró de polsos de forma electrònica, ajustant dinàmicament el seu rang de funcionament. Els més moderns funcionen disparant en el mateix cicle dos polsos diferents, un per a detecció a llarga distància i un altre per a distàncies curtes.
La resolució en distància i les característiques del senyal rebut en comparació del soroll depenen també de la forma del pols. Sovint aquest es modula per millorar el seu rendiment gràcies a una tècnica coneguda com a "compressió de polsos".

#### Modulació en freqüència
Una altra forma d'estimar distàncies en un radar es basa en la modulació en freqüència. La comparació de la freqüència de senyals és per norma més precisa i senzilla que la comparació de temps. Per això, la qual cosa es fa és emetre un senyal (una sinusoide) a una freqüència que va variant de forma constant en el temps, de manera que quan arriba el ressò, la seva freqüència serà diferent de la del senyal original; comparant-les es pot saber quant temps ha transcorregut i, per tant, quanta distància hi ha fins al blanc. A major desviament en freqüència major distància.
Aquesta tècnica pot emprar-se en radars d'ona contínua (CW, en lloc de polsos es transmet tot el temps) i sovint es troba en altímetres a bord d'avions. La comparació en freqüències és similar que la que s'usa per mesurar velocitats (veure subapartat següent). Alguns sistemes que usen aquesta tècnica són l'AZUSA, el MISTRAM i l'UDOP.

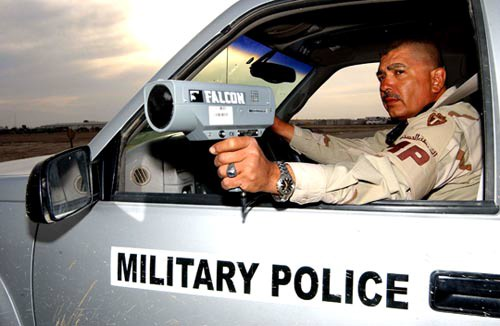
Radar de pistola per al mesurament de velocitat.

### Mesura de velocitats
La velocitat és el canvi de distància d'un objecte respecte al temps. Per tant, perquè un sistema radar pugui mesurar velocitats no fa falta més que afegir-li memòria per guardar constància d'on va estar l'objectiu per última vegada. En els primers radars, l'operador feia marques amb un llapis de cera en la pantalla del radar, i mesurava la velocitat amb una regla de càlcul. Avui dia, aquest procés es fa de forma més ràpida i precisa usant ordinadors.
No obstant això, si la sortida del transmissor és coherent (sincronitzada en fase), hi ha un altre efecte que pot usar-se per mesurar velocitats de forma gairebé instantània sense necessitat de dotar al sistema de memòria: el efecte Doppler. Aquests radars aprofiten que el senyal de tornada d'un blanc en moviment està desplaçada en freqüència. Amb això, són capaços de mesurar la velocitat relativa de l'objecte pel que fa al radar. Les components de la velocitat perpendiculars a la línia de visió del radar no poden ser estimades solament amb l'efecte Doppler i per calcular-les sí faria mancada memòria, fent un seguiment de l'evolució de la posició en azimut de l'objectiu.
També és possible utilitzar radars no premuts (CW) que funcionin a una freqüència molt pura per a mesurament de velocitats, com fan els de tràfic. Són adequats per determinar la component radial de la velocitat d'un objectiu, però no poden determinar distàncies.

### Reducció de l'efecte d'interferències
Els sistemes radar usen processat de senyal per reduir els efectes de les interferències. Aquestes tècniques inclouen la indicació d'objectiu mòbil (MTI), radars doppler premuts, processadors de detecció d'objectius mòbils (MTD), correlació amb blancs de radars secundaris (SSR) i processament adaptatiu espaciotemporal (STAP). En entorns amb forta presència de clutter s'usen tècniques CFAR i DTM.

## Disseny de radars

Components d'un radar.

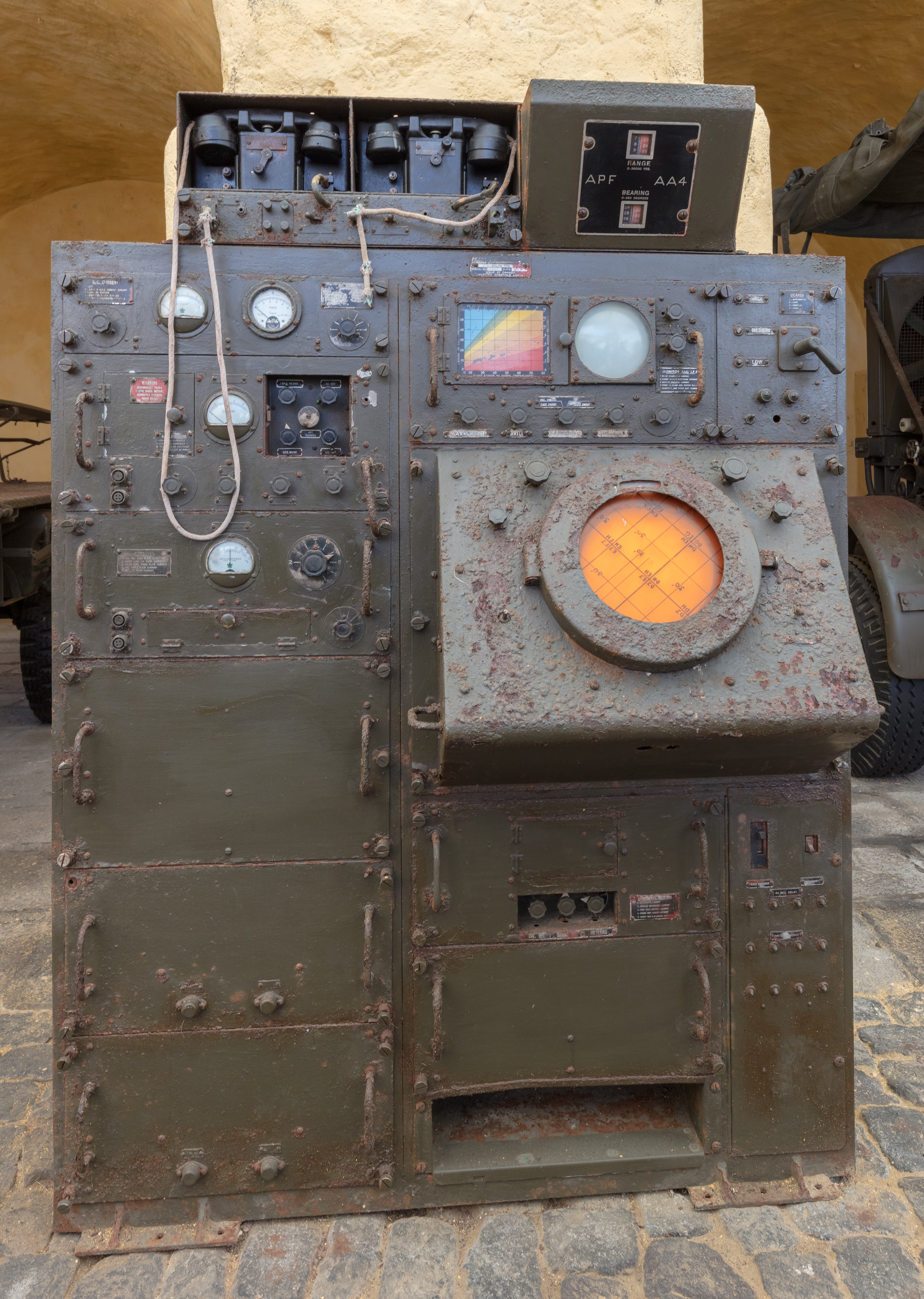
Radar militar.

Un radar consta dels següents blocs lògics:
- Un transmissor que genera els senyals de radi per mitjà d'un oscil·lador controlat per un modulador.
- Un receptor en el qual els ressons rebuts es porten a una freqüència intermèdia amb un mesclador. No ha d'afegir soroll addicional.
- Un duplexor que permet usar l'antena per transmetre o rebre.
- Maquinari de control i de processament de senyal.
- Interfície d'usuari.

### Disseny del transmissor

#### Oscil·lador
El nucli del transmissor ho forma un dispositiu oscil·lador. L'elecció d'aquest es realitza en virtut de les característiques que calen del sistema radar (cost, vida útil, potència de bec, longitud dels polsos, freqüència, etc.) Els oscil·ladors més utilitzats són:
- Magnetró: és el més utilitzat a pesar que es tracta d'una tecnologia alguna cosa vella. Són petits i lleugers. Poden funcionar a freqüències d'entre 30 MHz i 100 GHz i proporcionen bona potència de sortida.
- Clistró: una mica més grans que els anteriors, arriben a funcionar solament fins als 10 GHz. La potència de sortida que proporcionen pot quedar-se curta en alguns casos.
- TWT (Tub d'ones progressives): per a radars de 30 MHz a 15 GHz, bona potència de sortida.

#### Modulador
El modulador o polsador és l'element encarregat de proporcionar petits polsos de potència al magnetró. Aquesta tecnologia rep el nom de "potència premuda". Gràcies al modulador, els polsos de RF que emet l'oscil·lador estan limitats a una durada fixa. Aquests dispositius estan formats per una font d'alimentació d'alt voltatge, una xarxa de formació de polsos (PFN) i un commutador d'alt voltatge (com un tiratró).
Si en lloc de magnetró s'usa un tub clistró, pot actuar com a amplificador, així que la sortida del modulador pot ser de baixa potència.

### Disseny de l'antena
Els senyals de radi difoses (broadcast) per una sola antena es propaguen en totes les direccions i, de la mateixa manera, una antena rebrà senyals des de qualsevol direcció. Això fa que el radar es trobi amb el problema de saber on se situa el blanc.
Els primers sistemes solien utilitzar antenes omnidireccionals, amb antenes receptores directives apuntant en diferents direccions. Per exemple, el primer sistema que es va instal·lar (Chain Home) utilitzava dues antenes receptores les direccions de les quals d'observació formaven un angle recte, cadascuna associada a una pantalla diferent. El major nivell de ressò s'obtenia quan la direcció d'observació de l'antena i la línia radar-blanc formaven angle recte i, per contra, era mínim quan l'antena apuntava directament cap a l'objectiu. L'operador podia determinar la direcció d'un blanc girant l'antena de manera que una pantalla mostrés un màxim i una altra un mínim.
Una important limitació d'aquest tipus de solució era que el pols es transmetia en totes les direccions, de manera que la quantitat d'energia en la direcció que s'examinava era solament una petita part de la transmesa. Perquè arribi una potència raonable al blanc calen antenes direccionals.

#### Reflector parabòlic
Els sistemes més moderns usen reflectors parabòlics dirigibles per estrènyer el feix en el qual s'emet en broadcast el pols. Generalment el mateix reflector s'utilitza també com a receptor. En aquests sistemes, sovint s'usen dues freqüències radar en la mateixa antena per permetre control automàtic ("radar lock").

#### Guiaona ranurada
La guia d'ona ranurada es mou mecànicament per fer l'escombratge i és adequada per a sistemes de recerca (no de seguiment). Les guiaones ranurades són molt direccionals en el plànol de l'antena però, al contrari que les parabòliques, no són capaces de distingir en el plànol vertical. Solen usar-se en detriment de les parabòliques en cobertes de vaixells i exteriors d'aeroports i ports, per motius de cost i resistència al vent.

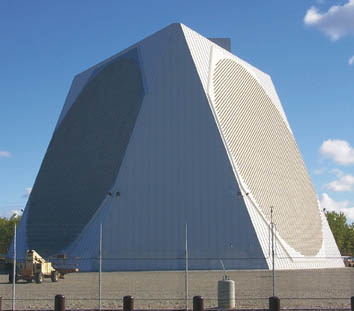
Phased array: no és necessari moviment físic per fer l'escombratge.

#### Phased arrays
Un altre tipus d'antenes que se sol usar per a radars són els phased arrays. Un phased array consisteix en una matriu (array) d'elements radiants. La fase del senyal que alimenta cadascun d'aquests està controlada de tal manera que la radiació del conjunt sigui molt directiva. És a dir, es juga amb les fases dels senyals perquè es cancel·lin en les direccions no desitjades i s'interfereixin constructivament en les direccions d'interès.
Existeixen dues classificacions de radars d'arranjament de fase. els Pasive Electronically Scanned Array l'antena del qual solament compta amb els elements radiants i variadors de fase el senyal de la qual prové d'una font externa (TWT, Klystron), i els Active Electronically Scanned Array que a diferència dels PESA el seu senyal s'amplifica mitjançant amplificadors d'estat solgut.
El diagrama de radiació de l'array s'obté com la interferència dels camps radiats per cadascuna de les antenes. En recepció el senyal rebut és una combinació lineal dels senyals que capta cada antena. El diagrama de radiació total ve dau pel diagrama de radiació conjunt i el diagrama de radiació de l'element aïllat.
En el disseny d'arrays intervenen molts paràmetres : nombre d'elements, disposició física dels elements, amplitud del corrent d'alimentació, fase relativa de l'alimentació i tipus d'antena elemental utilitzada. Configurant aquests paràmetres es poden millorar les característiques de radiació del diagrama de radiació individual : millorar la directividad, millorar la relació de lòbul principal a secundari, conformar el diagrama per cobrir la zona d'interès i tenir la possibilitat de controlar electrònicament l'apuntament del feix principal.
L'ús dels phased arrays es remunta a la Segona Guerra Mundial, però les limitacions de l'electrònica feien que anessin poc precisos. La seva aplicació original era la defensa antimíssilés. En l'actualitat són part imprescindible del sistema AEGIS i el sistema balístic MIM-104 Patriot. El seu ús es va estenent a causa de la fiabilitat derivada del fet que no tenen parts mòbils. Gairebé tots els radars militars moderns es basen en phased arrays, relegant els sistemes basats en antenes rotatòries a aplicacions on el cost és un factor determinant (tràfic aeri, meteorologia…) El seu ús està també estès en aeronaus militars a causa de la seva capacitat de seguir múltiples objectius. El primer avió a usar un va ser el B-1B Lancer. El primer caça, el MiG-31 rus. El sistema radar d'aquest avió és considerat com el més potent d'entre tots els caces.
En radioastronomía també s'empren els phased arrays para, per mitjà de tècniques de obertura sintètica, obtenir feixos de radiació molt estrets. L'obertura sintètica s'usa també en radars d'avions.

## Classificació dels sistemes de radar
Es pot fer una classificació general dels radars en funció d'una sèrie d'aspectes bàsics:

### Segons el nombre d'antenes
- Monoestàtic: una sola antena transmet i rep.
- Biestàtic: una antena transmet i una altra rep, en un mateix o diferents emplaçaments.
- Multiestàtic: combina la informació rebuda per diverses antenes.

### Segons el blanc
- Radar primari: funciona amb independència del blanc, depenent solament de la RCS del mateix.
- Radar secundari: el radar interroga al blanc, que respon, normalment amb una sèrie de dades (altura de l'avió, etc). En el cas de vehicles militars, s'inclou l'identificador amic-enemic.

### Segons la forma d'ona
- Radar d'ona contínua (CW): transmet ininterrompudament. El radar de la policia sol ser d'ona contínua i detecta velocitats gràcies a l'efecte Doppler.
- Radar d'ona contínua amb modulació (CW-FM, CW-PM): se li afegeix al senyal modulació de fase o freqüència a fi de determinar quan es va transmetre el senyal corresponent a un ressò (permet estimar distàncies).
- Radar d'ona premuda: és el funcionament habitual. Es transmet periòdicament un pols, que pot estar modulat o no. Si apareixen ressons de polsos anteriors a l'últim transmès, s'interpretaran com a pertanyents a aquest últim, de manera que apareixeran traces de blancs inexistents.

### Segons la seva finalitat
- Radar de seguiment: és capaç de seguir el moviment d'un blanc. Per exemple el radar de guia de míssils.
- Radar de recerca: explora tot l'espai, o un sector d'ell, mostrant tots els blancs que apareixen. Existeixen radars amb capacitat de funcionar en tots dos maneres.

### Segons la seva freqüència de treball
| Nom de la banda | Freqüències  | Longituds d'ona | Observacions |
| --------------- | ------------ | --------------- | --- |
| HF              | 3-30 MHz     | 10-100 m        | Radars de vigilància costanera, vigilància OTH (over-the-horizon)                                                                    |
| P               | < 300 MHz    | 1 m+            | 'P' de "previ", aplicat de forma retrospectiva als sistemes radar primitius                                                          |
| VHF             | 50-330 MHz   | 0.9-6 m         | Vigilància a distàncies molt elevades, penetració en el terreny                                                                      |
| UHF             | 300-1000 MHz | 0.3-1 m         | Vigilància a distàncies molt elevades (ex: detecció de míssils), penetració en el terreny i a través de la vegetació                 |
| L               | 1-2 GHz      | 15-30 cm        | Distàncies elevades, control de tràfic en ruta                                                                                       |
| S               | 2-4 GHz      | 7.5-15 cm       | Vigilància a distàncies intermèdies. Control de tràfic en terminals. Condicions meteorològiques a llargues distàncies                |
| C               | 4-8 GHz      | 3.75-7.5 cm     | Seguiment a distàncies elevades. Meteorologia                                                                                        |
| X               | 8-12 GHz     | 2.5-3.75 cm     | Guia de míssils, meteorologia, cartografia de resolució mitjana, radars de superfície aeroportuaris. Seguiment a distàncies curtes   |
| Ko              | 12-18 GHz    | 1.67-2.5 cm     | Cartografia d'alta resolució. Altímetres per a satèl·lits                                                                            |
| K               | 18-27 GHz    | 1.11-1.67 cm    | Absorció del vapor d'aigua. S'usa per a meteorologia, per detectar núvols. També per a control de velocitat de motoristes.           |
| Ka              | 27-40 GHz    | 0.75-1.11 cm    | Cartografia de molt alta resolució vigilància d'aeroports. Usat per accionar càmeres per fotografiar matrícules de cotxes infractors |
| mm              | 40-300 GHz   | 7.5 mm - 1 mm   | Banda mil·limètrica, se subdivideix com segueix. Nota: la denominació de les bandes no està unànimement acceptada.                   |
| Q               | 40-60 GHz    | 7.5 mm - 5 mm   | Comunicacions militars |
| V               | 50-75 GHz    | 6.0-4 mm        | Absorbit per l'atmosfera |
| E               | 60-90 GHz    | 6.0-3.33 mm     | |
| W               | 75-110 GHz   | 2.7 - 4.0 mm    | S'usa com a sensor per a vehicles autònoms experimentals, meteorologia d'alta resolució i tractament d'imatges.                      |

### Segons el seu àmbit d'aplicació
- Militar: radars de detecció terrestre, radars de míssils autodirectius, radars d'artilleria, radars de satèl·lits per a l'observació de la Terra.
- Aeronàutic : control del tràfic aeri, guia d'aproximació a l'aeroport, radars de navegació.
- Marítim : radar de navegació, radar anti-col·lisió, radar per a detecció d'aus.
- Circulació i seguretat en ruta : radar de control de velocitat d'automòbils, radars d'assistència de frenat d'urgència (ACC, Adaptive Cruise Control).
- Meteorològic : detecció de precipitacions (pluja, neu, calamarsa, etcètera).
- Científic : en satèl·lits per a l'observació de la Terra, per veure el nivell dels oceans, trobar restes arqueològiques, etc.

### Altres tecnologies
- Radar tridimensional: és capaç de determinar l'altura del blanc, a més de la seva posició sobre el plànol.
- Radar d'imatges laterals o radar d'obertura sintètica (SAR): permet l'obtenció d'imatges del terreny, similars a fotografies. Funcionen combinant mitjançant complicats algorismes matemàtics diferents sèries d'observacions d'un radar amb una antena petita, creant artificialment la sensació de que es tracta d'una sola mostra feta per una antena molt gran.
- Radars que operen utilitzant la tecnologia Ultra Wideband: poden detectar un humà a través de parets. Això es fa possible gràcies a que les característiques reflectives dels humans són generalment majors que les dels materials utilitzats en la construcció. No obstant això, com els humans reflecteixen molt menys que el metall, aquests sistemes requereixen tecnologia sofisticada per aïllar als objectius humans i després construir una imatge detallada.

## Tipus i aplicacions de radar
Segons la tecnologia emprada
- Radar d'ona contínua
- Radar d'impulsos Doppler

Per la seva funció
- Radar meteorològic
- Radar de trànsit
- Radar de control de tir
- Pistola radar
- Georadar